# Paradise PD
Paradise PD é uma série de animação adulta americana criada por Waco O'Guin e Roger Black que estreou em 31 de agosto de 2018 e durou 4 temporadas na Netflix. A série é estrelada por Dana Snyder, Cedrico Yarbrough, David Herman, Tom Kenny, Sarah Chalke e Kyle Kinane. 
Uma curiosidade é que a série se passa no mesmo universo da série animada Brickleberry, onde o chefe da guarda florestal Woody é primo do chefe de polícia Randall Crawford.
Em 30 de outubro de 2018, a Netflix renovou a série para uma segunda temporada. A segunda temporada foi lançada em 6 de março de 2020, e a terceira temporada foi lançada em 12 de março de 2021. A Netflix renovou a série para a quarta e última temporada, intitulada Paradise PD: Party Dudes , que estreou em 16 de dezembro de 2022. 

## Sinopse
Paradise PD segue "um departamento de polícia de cidade pequena. Eles são policiais ruins. Nada mal, como nenhum disparate. Nada mal como legal. Ruim como uma merda."

## Elenco e personagens

### Principais
- Sarah Chalke como Gina Jabowski
- David Herman como Kevin Crawford / AFKAC (Antes Filho Kevin Agora C****)
- Tom Kenny como chefe Randall Crawford
- Kyle Kinane como Bullet
- Cedric Yarbrough como Gerald Fitzgerald

### Secundários
- Dana Snyder como Stanley Hopson e Dusty Marlow
- Gray Griffin como prefeito Karen Crawford
- Waco O'Guin como Robbie

### Elenco de Dublagem
1° Temporada (Dublagem Alcatéia - Curitiba):
Amanda Nicolau como Prefeita Karen
Luiz Pazello como Chefe Crawford
Douglas Sartori como Kevin
Marjori Von Jelita como Gina 
Lucas Pontes como Dusty
Vitor Moleta como Bullet
Yannes Zola como Fitzgerald
2° Temporada (Dublagem RJ):
Marco Moreira como Chefe Crawford
Wagner Follare como Kevin
Peterson Adriano como Hopson
Yan Gesteira como Dusty
Airam Pinheiro como Bullet
Rita Ávila como Gina

## Lista de episódios
| N° do episódio | Nome do episódio                                 | Data de estreia      |
| -------------- | ------------------------------------------------ | -------------------- |
| 1              | "Welcome to Paradise" (Bem-vindo a Paradise)     | 31 de agosto de 2018 |
| 2              | "Ass on the Line" (Toda história tem dois lados) | 31 de agosto de 2018 |
| 3              | "Black & Blue" (Vidas de policiais importam)     | 31 de agosto de 2018 |
| 4              | "Karla"                                          | 31 de agosto de 2018 |
| 5              | "Dungeons & Dragnet"                             | 31 de agosto de 2018 |
| 6              | "Meet the Jabowskis" (Os Jabowskis)              | 31 de agosto de 2018 |
| 7              | "Police Academy" (Academia de Polícia)           | 31 de agosto de 2018 |
| 8              | "Task Force" (Força-tarefa)                      | 31 de agosto de 2018 |
| 9              | "Parent Trap" (Armadilha familiar)               | 31 de agosto de 2018 |
| 10             | "Christmas in Paradise" (Natal em Paradise)      | 31 de agosto de 2018 |

## Produção

### Desenvolvimento
Em 4 de abril de 2018, a Netflix anunciou que havia dado à produção um pedido direto para uma primeira temporada, consistindo em dez episódios. A série foi criada por Waco O'Guin e Roger Black.  Esperava-se que a produtora e estúdio de animação Bento Box Entertainment produzisse a série ao lado da Odenkirk Provissiero Entertainment.    Em 30 de outubro de 2018, foi anunciado que a Netflix havia renovado a série para uma segunda temporada. A terceira temporada foi anunciada em abril de 2020 e lançada em 12 de março de 2021. A segunda temporada apresentou um episódio crossover com Brickleberry enquanto faz referências ao longo da segunda metade da primeira temporada, como Fitz, o único policial negro em Paradise PD, sendo chamado de Denzel, o único guarda florestal negro em Brickleberry por Kevin, o doppelgänger de Steve. A Netflix renovou a série para uma quarta e última temporada, que estreou em 16 de dezembro de 2022.

### Elenco
Juntamente com o anúncio da série inicial, foi relatado que Dana Snyder, Cedric Yarbrough, David Herman, Tom Kenny (que também foi dublador na série animada de O'Guin e Black, Brickleberry), Sarah Chalke e Kyle Kinane foram escalados em papéis regulares em série.

## Lançamento
Em 25 de julho de 2018, o primeiro trailer da série foi lançado juntamente com o anúncio de que iria estrear em 31 de agosto de 2018.